# Postklassieke periode (Noord-Amerika)

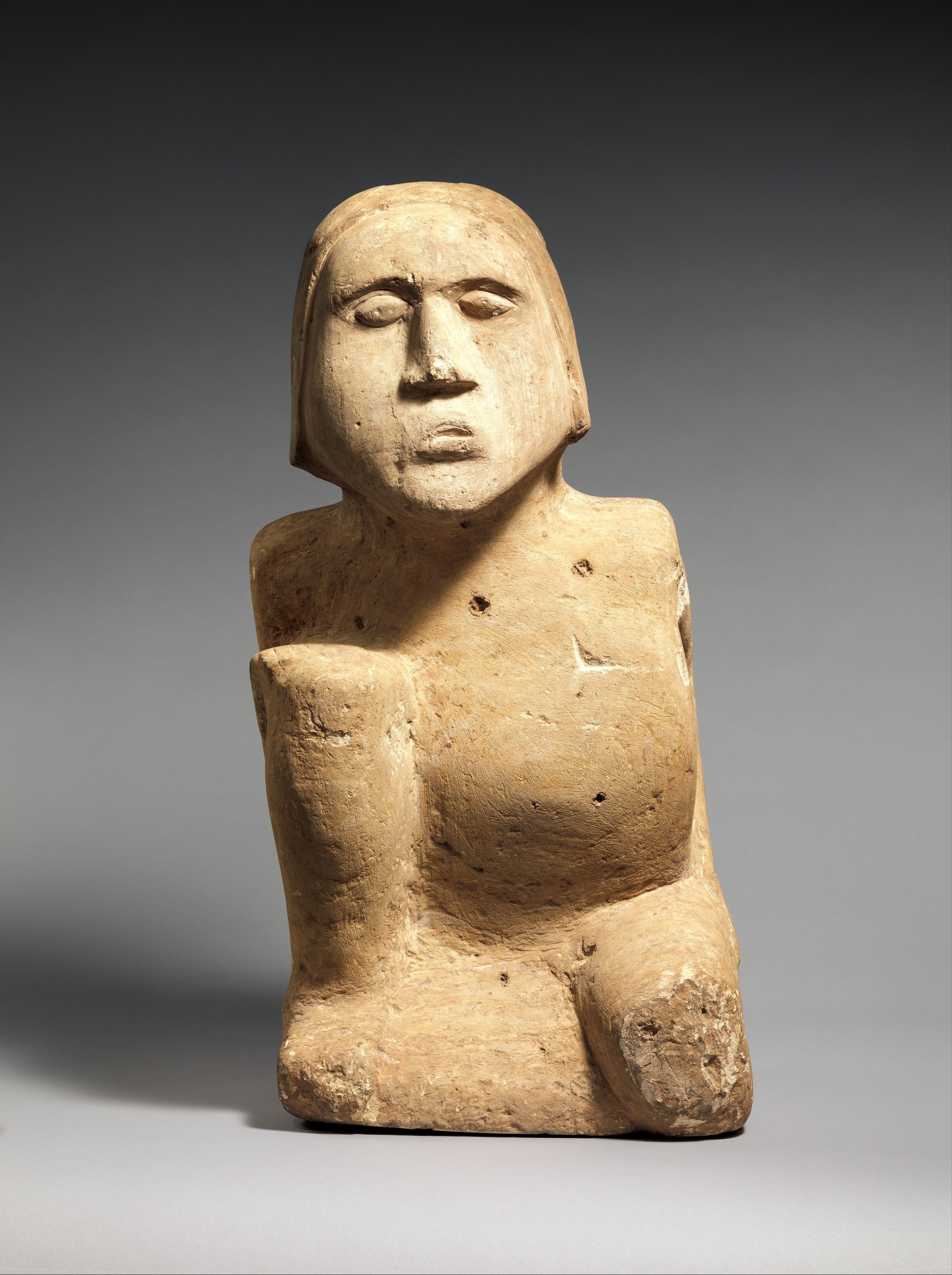
stenen figuur, 13-14e eeuw, Mississippicultuur

De postklassieke periode van Noord-Amerika (Post-Classic stage, ongeveer 900 tot 1519 AD) is de vijfde periode van de Amerikaanse archeologie, zoals voorgesteld door Gordon Willey en Philip Phillips in hun boek Method and Theory in American Archaeology (1958). Ze volgde op de klassieke periode.
De culturen van de postklassieke periode bezaten een gevorderde metallurgie en een sociale organisatie gekarakteriseerd door een complexe verstedelijking en militarisering. Ideologisch worden de post-klassieke culturen beschreven als met een tendens naar een secularisering van de samenleving.

## Arctisch gebied

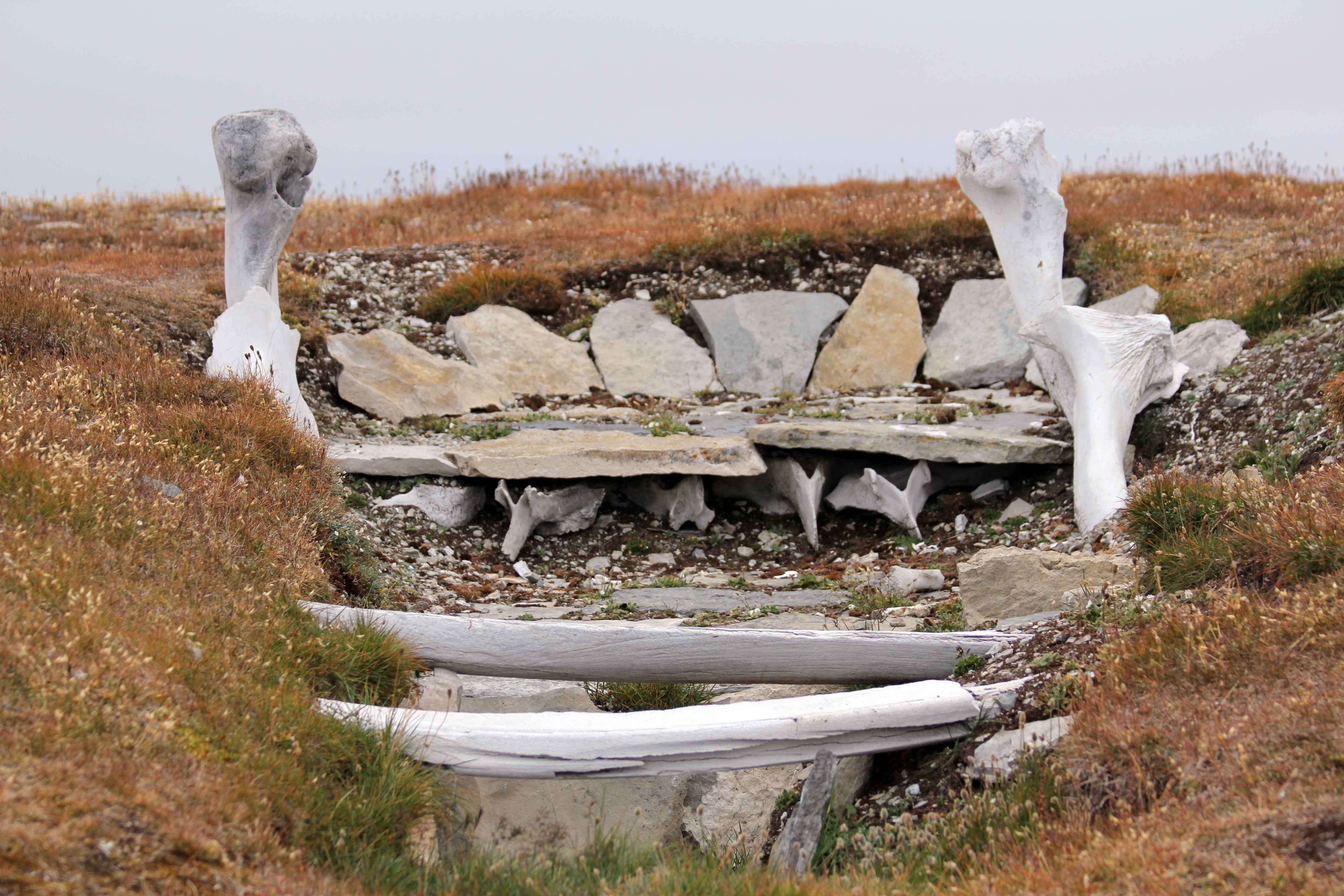
Restanten van een Thule-woning, Nunavut

Rond het jaar 1000 n.Chr. vond in het uiterste noorden de succesvolle expansie van de Thule-mensen, de meest directe voorouders van de Eskimo's. Zij kwamen uit de regio rond de Beringstraat en introduceerden de voorwerpen waar de Eskimo's beroemd om zijn: de iglo, de hondenslee en de kajak. In tegenstelling tot hun voorgangers, door archeologen de Dorset genoemd, maakten ze geen aardewerk en was men vooral gericht op de jacht op zeezoogdieren. Het gebruik van harpoenen kende dan ook een bloei.

## Zuidelijk Canada en Noordelijke Verenigde Staten

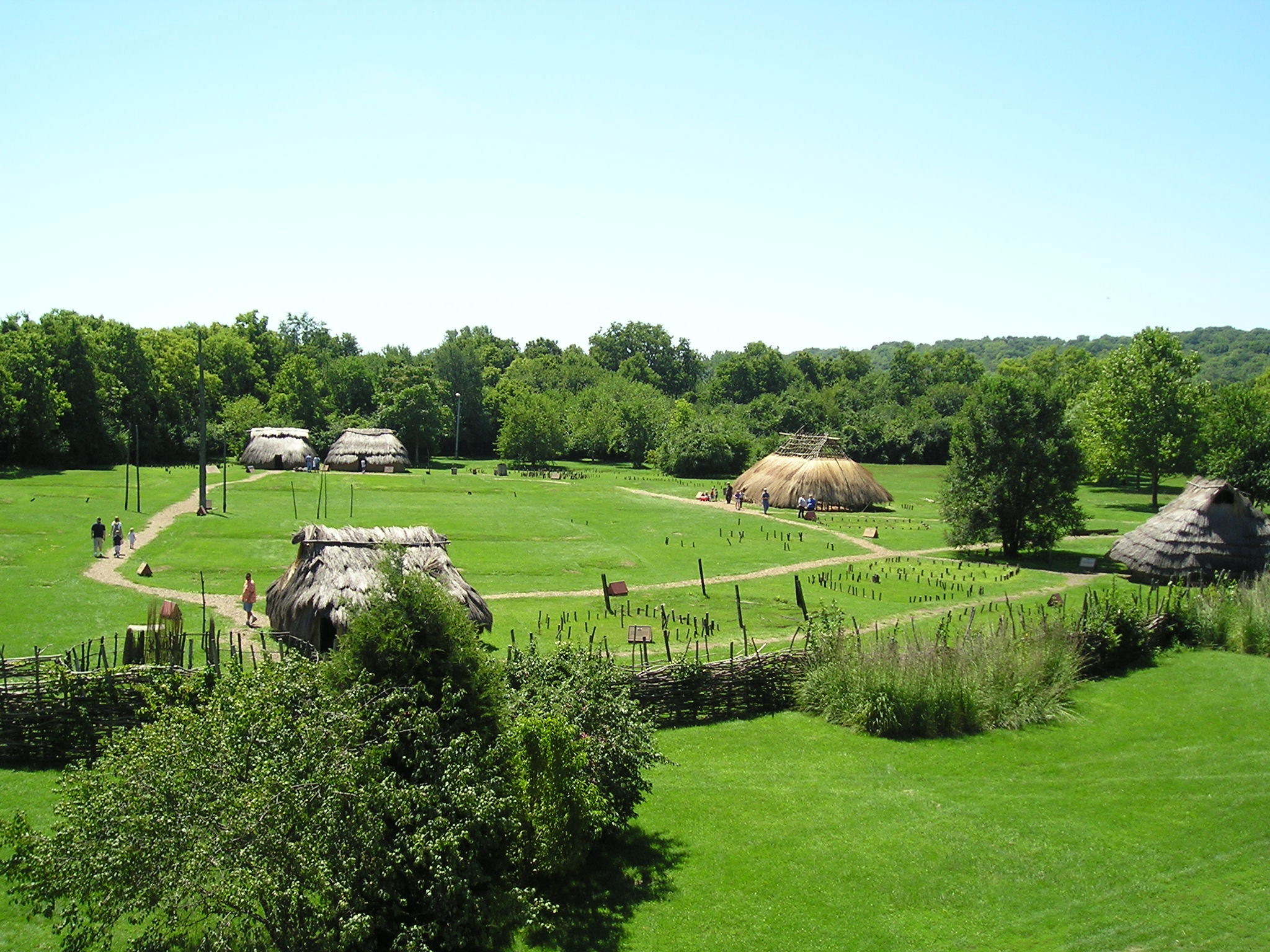
het deels gereconstrueerde SunWatch Village, Fort Ancientcultuur

Zuidelijker (bijna geheel Canada) woonden twee grote groepen. In het westen de Na-Dené-volkeren en in het oosten de Algonkin-volkeren. Men maakt vooral jacht op rendieren en elanden maar aan de kust was vis belangrijker. In het zuiden, rond de Grote Meren en langs bijna de gehele grens met de VS, woonden boeren, vissers, jagers en voedselverzamelaars. Het was de noordelijkste regio waar de Mexicaanse gewassen maïs, bonen en pompoenen verbouwd werden, evenals tabak. Verder gebruikte men hier de typische sneeuwschoenen, bouwde men kano's van berkenbast en tapte men ahornsap af van de suikeresdoorn. In de westelijke Grote Merenregio werd tevens wilde rijst geoogst. De Anishinaabe-Ojibweg, een zeer talrijk volk met een sterke nomadencultuur en een grote culturele en economische uitstraling op de gehele regio rond de Grote Meren, waren de belangrijkste vertegenwoordigers van deze levenswijze. Men zou kunnen zeggen dat deze groep dezelfde factor van betekenis was in deze waterrijke regio als de Haudenosaunee (Irokezen) dat in het noordoosten waren.

## Westkust
De westkust was van Zuid-Alaska tot Zuid-Californië dichtbevolkt, hoewel de van oorsprong Mexicaanse landbouw hier niet voorkwam. Wel verbouwde men andere gewassen zoals tabak. Het noordwesten (Zuid-Alaska tot Noord-Caliornië) werd bewoond door volkeren die een sterke hiërarchie kenden. Vooral in Canada was dat duidelijk. Er waren verschillende soorten (onder andere religieuze) leiders, een gewone bevolking en slaven. Men woonde in grote houten huizen voor meerdere families en de totempalen (vooral in Canada en gebouwd aan de voorkant van de huizen) gaven onder andere aan welke families er in het huis woonden en wat hun status en dat van familieleden was. Verder was men sterk afhankelijk van de zee. De grootste boten werden uitgehakt uit het hardhout van één grote ceder en waren ruim twintig meter lang. Ze werden gebruikt om jacht op zee te maken, onder andere op walvissen. In Californië leefde men vooral van eikelmeel dat volop aanwezig was door de vele soorten eikenbomen in dit gebied. De politieke hiërarchie was hier een stuk minder uitgesproken dan in het noorden maar door de overvloed en het zachte klimaat kon men net zoals in het noorden op één plaats blijven wonen.

## Zuidwesten
In het zuidwesten werd vanaf de 14-15e eeuw een omschakeling gemaakt in leefgewoonte. De Pueblocultuur liep ten einde en men stopte met het bouwen van grote complexen en ging in kleinere dorpen wonen. Net als bij de Maya's wordt dit vaak gezien als "de val van de hoge beschaving", maar ook hier is dit moeilijk aan te tonen omdat onduidelijk is wat de reden was voor de andere levenswijze. Soms wordt er op droogtes gewezen, soms op oorlogen, soms op politieke of religieuze veranderingen. Anderen zien weer economische redenen. Feit is echter dat noch de Maya's, noch de mensen in het zuidwesten "verdwenen". De nakomelingen van de Anasazi, Mogollon en Hohokam bleven boeren en wonen vandaag de dag nog steeds in dit gebied. Het zijn onder andere de Zuñi, de Hopi en andere "Pueblo-volkeren". 
De Dineh (Navajo) en de N'de (Apaches) waren relatieve laatkomers. Beide zijn Athabaskische volkeren en dus verwant aan de Na-Dené-volkeren in West-Canada.

## Zuiden

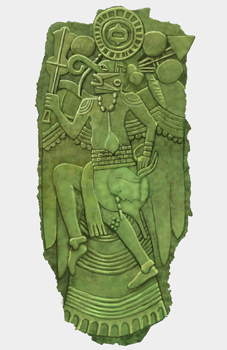
Plaat uit gedegen koper, Mississippicultuur

Ook de Mississippi- en de door hen beïnvloede volkeren in het oosten stonden niet stil. Cahokia werd rond 1200 verlaten en het lijkt alsof men wegtrok uit het gebied van de centrale Mississippi. In andere gebieden kwamen juist steden op. Een van de bekendste daarvan is Moundville in Alabama. In Louisiana werden ook nieuwe steden gesticht en wel door een van de weinige Mississippi-volkeren die we ook redelijk goed uit de etnografische literatuur kennen: de Natchez. Zij bezaten, althans in de 17de eeuw, leiders die "Grote Zon" werden genoemd. De begrafenisrituelen van zo'n Grote Zon zijn in de 17de eeuw door de Fransman Du Pratz beschreven.

## Noordoostelijke VS
In het noordoosten sloot een aantal volkeren vrede en vormden een federatie die tot ver in de 18de eeuw een grote invloed zou hebben, onder andere op de Europese kolonisatie. De meeste mensen kennen hen onder de naam Irokezen, maar hun eigen naam was Haudenosaunee. Federaties werden in dit gebied de gangbare politieke structuur. De vader van de bekende Pocahontas was een leider van de Powhatan-federatie.